# Lasse Mårtenson

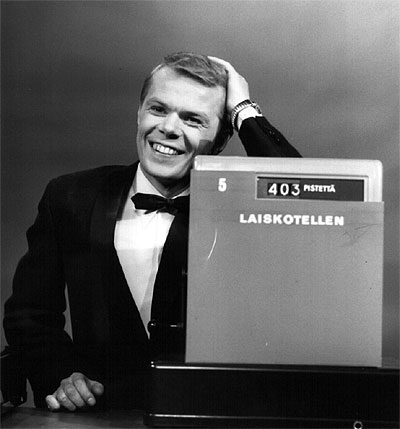
Lasse Mårtenson

Lars (Lasse) Anders Fredrik Mårtenson (Helsinki, 24 september 1934 – Espoo, 14 mei 2016) was een Finse zanger.

## Loopbaan
Mårtenson vertegenwoordigde Finland op het Eurovisiesongfestival 1964 in Kopenhagen met het lied Laiskotellen. Hij werd hiermee zevende. Dit was een van de weinige keren dat Finland in de top tien van het Eurovisiesongfestival eindigde. De zanger deed nog verschillende keren mee in de Finse preselectie.
1961: Laila Kinnunen · 
1962: Marion Rung · 
1963: Laila Halme · 
1964: Lasse Mårtenson · 
1965: Viktor Klimenko · 
1966: Ann-Christine Nyström · 
1967: Fredi · 
1968: Kristina Hautala · 
1969: Jarkko & Laura · 
1971: Markku Aro & Koivistolaiset · 
1972: Päivi Paunu & Kim Floor · 
1973: Marion Rung · 
1974: Carita · 
1975: Pihasoittajat · 
1976: Fredi & The Friends · 
1977: Monica Aspelund · 
1978: Seija Simola · 
1979: Katri Helena · 
1980: Vesa-Matti Loiri · 
1981: Riki Sorsa · 
1982: Kojo · 
1983: Ami Aspelund · 
1984: Kirka · 
1985: Sonja Lumme · 
1986: Kari Kuivalainen · 
1987: Vicky Rosti & Boulevard · 
1988: Boulevard · 
1989: Anneli Saaristo · 
1990: Beat · 
1991: Kaija · 
1992: Pave · 
1993: Katri Helena · 
1994: CatCat · 
1996: Jasmine · 
1998: Edea · 
2000: Nina Åström · 
2002: Laura · 
2004: Jari Sillanpää · 
2005: Geir Rönning · 
2006: Lordi · 
2007: Hanna Pakarinen · 
2008: Teräsbetoni · 
2009: Waldo's People · 
2010: Kuunkuiskaajat · 
2011: Paradise Oskar · 
2012: Pernilla Karlsson · 
2013: Krista Siegfrids · 
2014: Softengine · 
2015: Pertti Kurikan Nimipäivät · 
2016: Sandhja · 
2017: Norma John · 
2018: Saara Aalto · 
2019: Darude feat. Sebastian Rejman · 
2021: Blind Channel · 
2022: The Rasmus · 
2023: Käärijä · 
2024: Windows95Man ·
2025: Erika Vikman
- International Standard Name Identifier: 0000 0004 0710 3942
- Library of Congress Control Number: no2005059445
- Nationale Bibliotheek van Letland: 000167428
- MusicBrainz: 46999f59-7168-42c7-9206-b36811ffd054
- Nationale Bibliotheek van Israël: 987007339416705171
- LIBRIS: 395723
- Virtual International Authority File: 305130644
- WorldCat: E39PBJd3JxcgQPPtj69X4Y8V4q